# Ростань (Ленинградская область)
Ростань — деревня в Ефимовском городском поселении Бокситогорского района Ленинградской области.

## Название
Старинное русское слово, означающее «перекрёсток дорог».

## История
РОСТАНИ — деревня Великодворского общества, прихода села Николы. 

Крестьянских дворов — 7. Строений — 13, в том числе жилых — 8.

Число жителей по семейным спискам 1879 г.: 31 м. п., 23 ж. п.; по приходским сведениям 1879 г.: 31 м. п., 24 ж. п.

В конце XIX — начале XX века деревня административно относилась к Деревской волости 5-го земского участка 3-го стана Тихвинского уезда Новгородской губернии.

РОСТАНЬ (РОСТАНИ) — деревня Великодворского общества, число дворов — 15, число домов — 23, число жителей: 48 м. п., 42 ж. п.; занятие жителей: земледелие. Колодцы. 2 мелочных лавки. (1910 год)

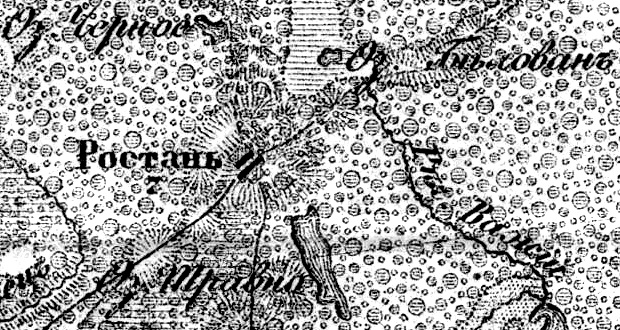
Деревня Ростань на карте 1917 года

Согласно военно-топографической карте Новгородской губернии издания 1917 года деревня Ростань насчитывала 7 крестьянских дворов.
С 1917 по 1918 год деревня входила в состав Деревской волости Тихвинского уезда Новгородской губернии.
С 1918 года, в составе Череповецкой губернии.
С марта 1924 года, в составе Пикалёвской волости, с августа 1924 года, в составе Чевакинского сельсовета Ефимовского района.
В 1928 году население деревни составляло 141 человек.
С 1930 года, в составе Ретешского сельсовета.
С 1954 года, в составе Михалёвского сельсовета.
С 1965 года в составе Бокситогорского района.
По данным 1966 года деревня Ростань также входила в состав Михалёвского сельсовета.
По данным 1973 и 1990 годов деревня Ростань входила в состав Ефимовского сельсовета.
В 1997 году в деревне Ростань Ефимовской волости проживали 11 человек, в 2002 году — 13 человек (русские — 92 %).
В 2007 году в деревне Ростань Ефимовского ГП проживали 3 человека, в 2010 году — 12, в 2015 году — 20, в 2016 году — 19 человек.

## География
Деревня расположена в северной части района на автодороге 41К-032 (Заголодно — Сидорово — Радогощь).
Расстояние до административного центра поселения — 13 км.
Расстояние до ближайшей железнодорожной станции Ефимовская — 16 км.

## Демография
| 1997 | 2002 | 2007 | 2010 | 2017 |
| ---- | ---- | ---- | ---- | ---- |
| 11   | ↗13  | ↘3   | ↗12  | ↗14  |